# Bitwa pod Nowogrodem (1939)
Bitwa pod Nowogrodem – bitwa stoczona w dniach 7–10 września 1939 r. podczas kampanii wrześniowej.
Niemcy po przerzuceniu części wojsk z Pomorza do Prus Wschodnich uderzyli na linię Narwi, której broniła SGO „Narew”. W ramach tej akcji 8 września Nowogród zaatakowała niemiecka 21 Dywizja Piechoty. Atak ten został odparty przez broniący Nowogrodu III batalion 33 pułk piechoty i kompanię forteczną pod dowództwem kpt. Eugeniusza Kordjaczyńskiego.
Oddziały niemieckie uderzyły na miasto następnego dnia, wsparte tym razem ogniem artylerii. Doszło do zaciętych walk w samym mieście w wyniku których Nowogród został opanowany przez Niemców. Jeszcze tego samego dnia wojska polskie przeprowadziły udany kontratak i odzyskały częściowo miasto.
Do kolejnych walk doszło 10 września. Tego dnia pod Nowogród podszedł 42 pułk piechoty z zadaniem całkowitego wyparcia Niemców z miasta. W tym czasie Niemcy przeszli do natarcia całą dywizją i przełamali polską obronę pod Szablakiem. Próba odzyskania Nowogrodu zakończyła się niepowodzeniem.

## Działania w rejonie Nowogrodu

### Przygotowanie obrony

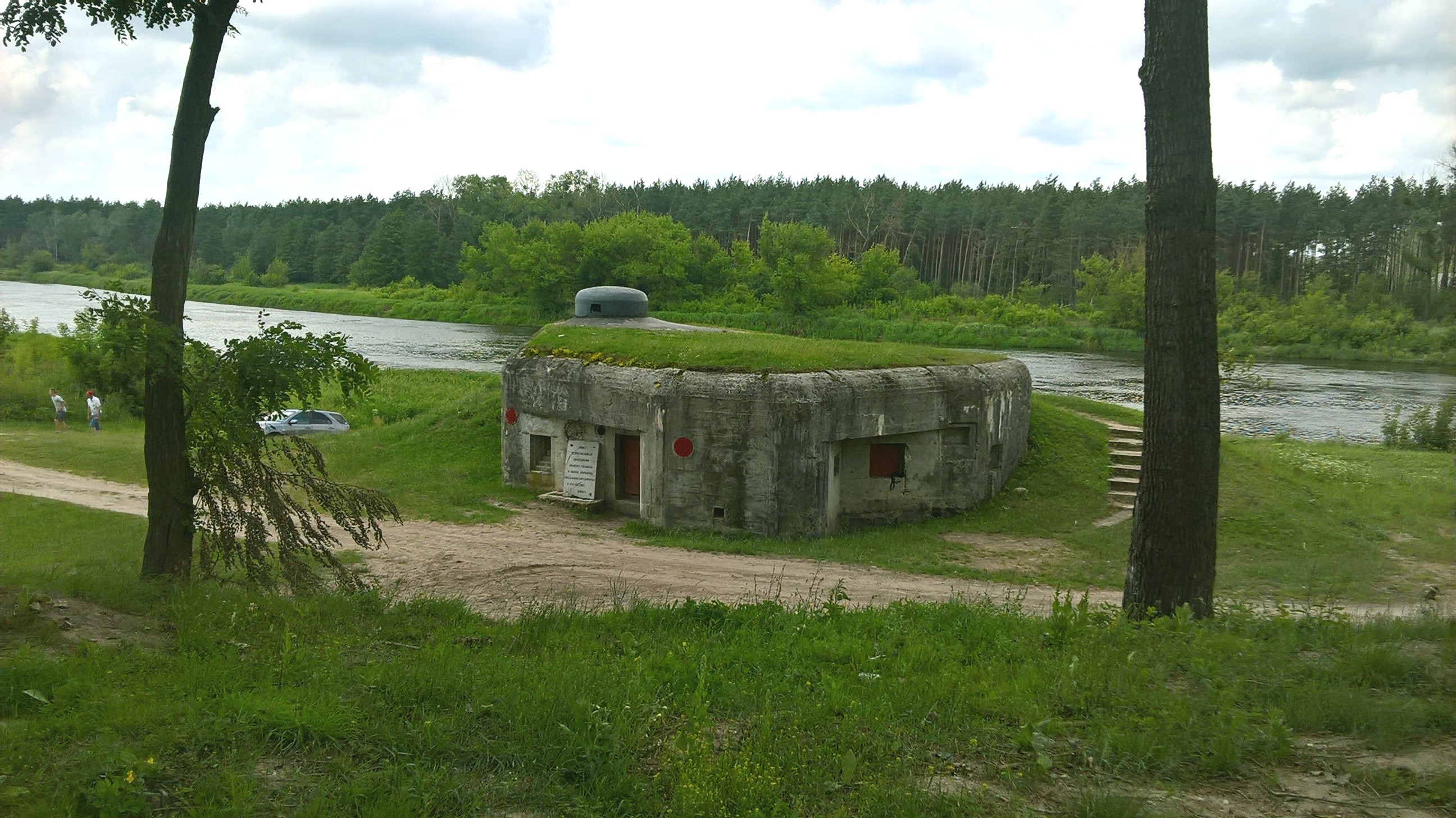
Polski ciężki schron bojowy Most pierwszej linii obrony „Odcinka Nowogród” w Nowogrodzie

Ukształtowanie terenu w rejonie Nowogrodu sprzyjało obronie. Wysoka skarpa południowego brzegu Narwi zapewniała obrońcom górowanie nad
brzegiem przeciwnym. Wstępne prace nad wznoszeniem fortyfikacji w rejonie Nowogrodu rozpoczęto 25 marca 1939. Na odcinku obrony „Nowogród” umocnienia znajdowały się na skraju miejscowości oraz naprzeciw lasu Stawiski. W rejonie samego miasta oddano do użytku, nie w pełni wykończone, schrony żelbetowe. Na obu skrzydłach odcinka prace fortyfikacyjne były w fazie początkowej. Na odcinku Jednaczewo – Szablak zamierzano stworzyć pozycję łącznikową składającą się z 30 schronów betonowych, uzupełnionych zaporami czołgowymi. W chwili rozpoczęcia działań wojennych prace nad pozycją były nieukończone. Na zapleczu pozycji łącznikowej znacznie zaawansowane były prace ziemne nad wykonaniem stanowisk ogniowych i rowów strzeleckich. Budowa wielkiej tamy spiętrzającej rzekę w okolicach Nowogrodu była zaawansowana tylko w 30%. Uniemożliwiło to stworzenie ciągłości obrony na odcinku Łomża – Jednaczewo – Nowogród.
W nocy z 30 na 31 sierpnia 1939 III batalion 33 pułku piechoty mjr. Józefa Sikory z kompanią forteczną ckm kpt. Eugeniusza Kordjaczyńskiego przyjął odcinek „Nowogród”. 7 kompania broniła punktu oporu Rybaki – Czantoria, 9 kompania obsadziła stanowiska pod Nowogrodem, a 8 kompania na wschód od niej, II batalion mjr. Władysława Święcickiego częścią sił bronić miał pozycji łącznikowej Szablak – Jednaczewo.
Stanowiska drugiej linii przygotowano na starym cmentarzu żydowskim w Łomży.

### Walki 33 pułku piechoty

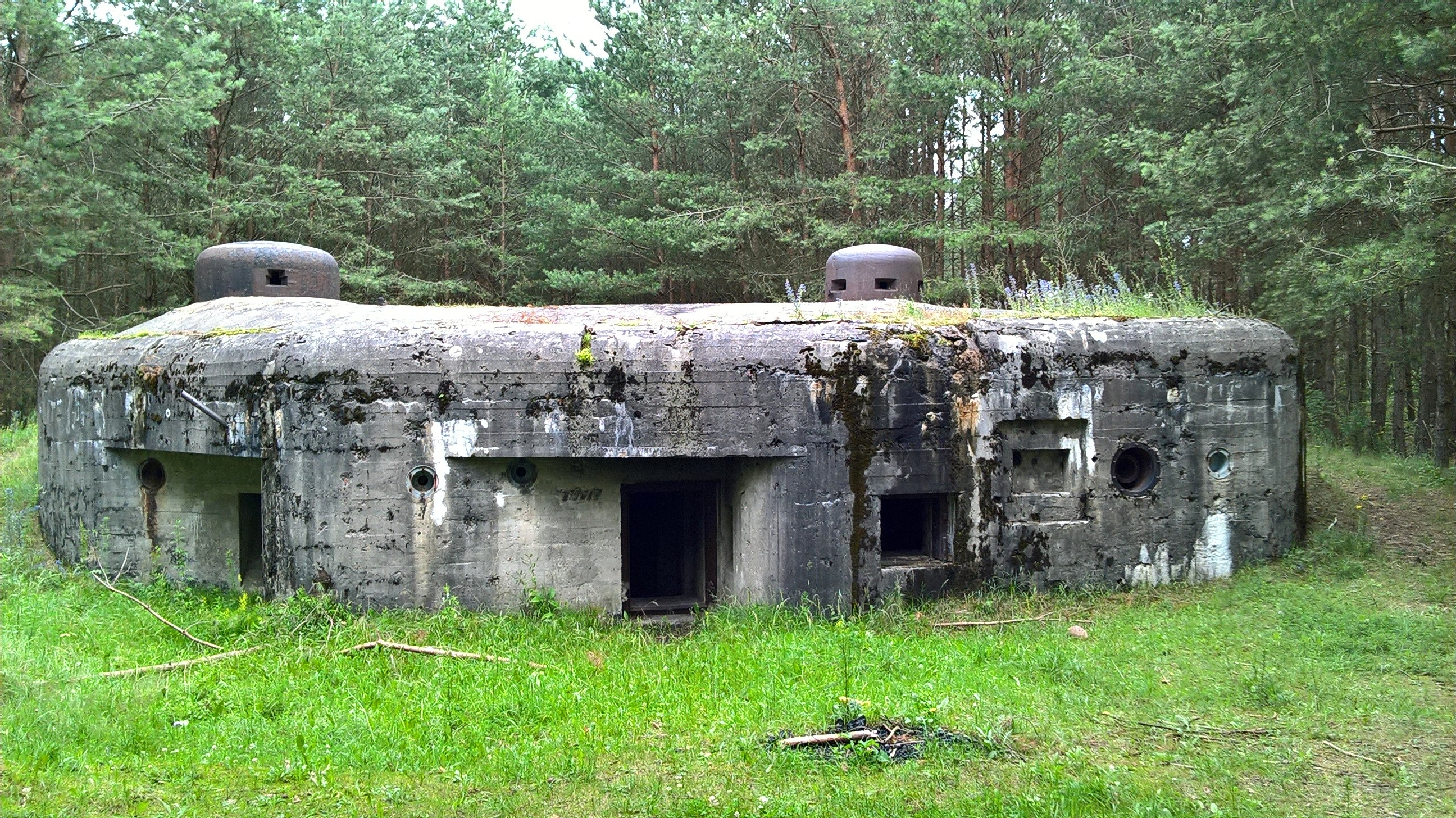
Polski ciężki schron bojowy drugiej linii obrony „Odcinka Nowogród” w Nowogrodzie

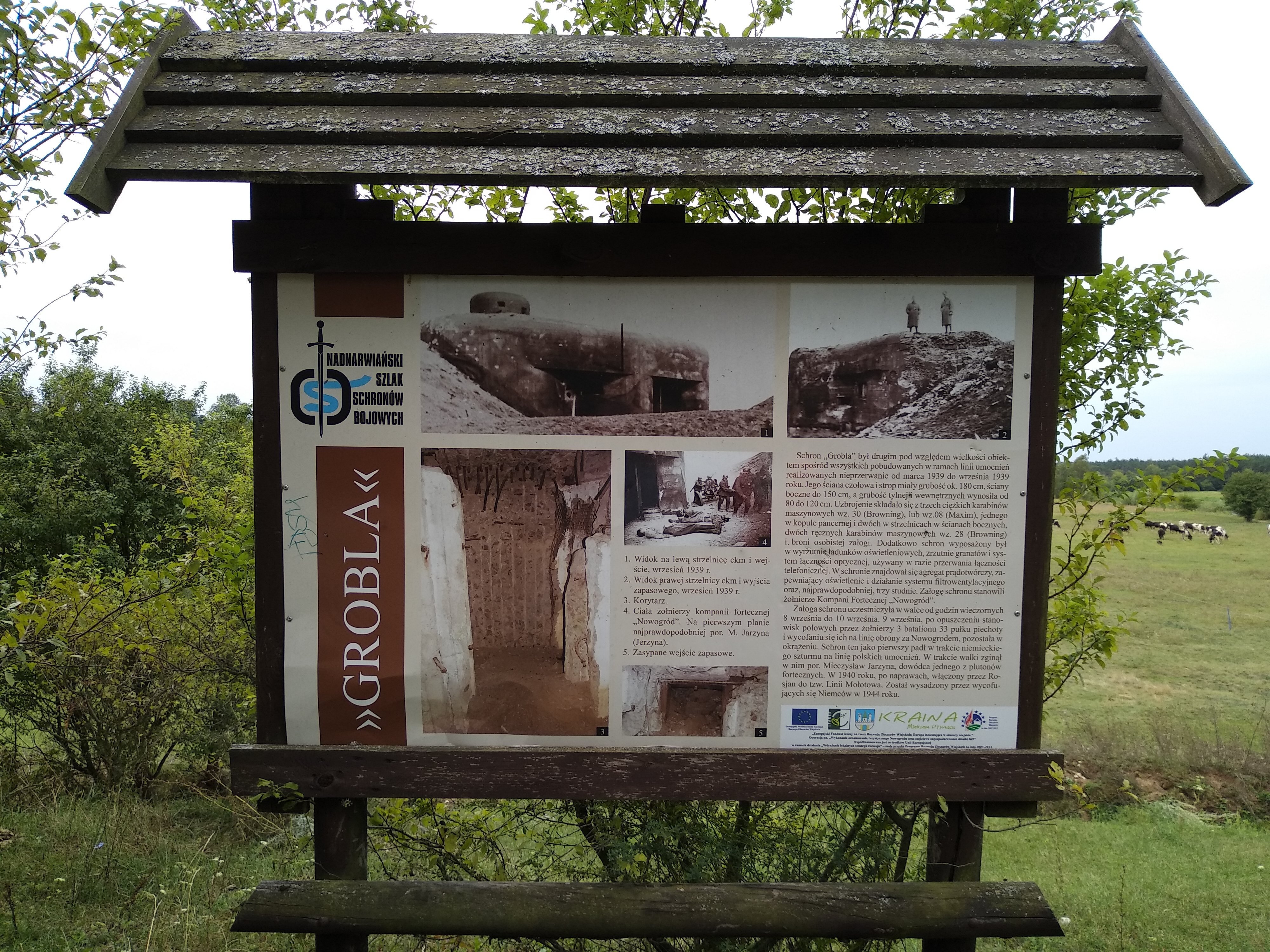
Tablica informacyjna przy pozostałościach schronu Grobla w Nowogrodzie

W południe 7 września ubezpieczenia stwierdziły naprzeciw Nowogrodu ruch kolumny niemieckiej od Korzenistego na Morgowniki. Dowódca III batalionu 33 pułku piechoty nakazał ściągnięcie wysuniętych placówek i zarządził pogotowie bojowe na całej linii. Rozkazał jednocześnie zniszczyć most na Narwi.
Bezpośrednie walki o Nowogród rozpoczęły się wieczorem 7 września 1939. Niemcy podjęli próbę forsowania rzeki. Uderzenie czołowe oddziałów niemieckiej 21 Dywizji Piechoty miało zaskoczyć broniący żołnierzy linii Narwi. Gdy czołowa fala nieprzyjaciela była już na jej środku, nastąpiło uderzenie ogniowe obrońców. Mimo ponoszonych strat nieprzyjaciel ponawiał ataki. Niemcy wystrzelili pociski dymne i piechota z pontonami podbiegła do rzeki. Zaporowy ogień ckm był na tyle skuteczny, że wyniku dwugodzinnej walki na brzeg południowy przedostała się tylko jedna łódź. Jej załogę szybko zlikwidowała 9 kompania por. Pajka. Nieprzyjaciel wycofał się z linii brzegowej do rejonu Morgowniki.
Rano 8 września rozpoczęło się artyleryjskie przygotowanie forsowania.  Pod osłoną ognia artylerii i dymów piechota rozpoczęła forsowanie. Niemcom udało się uchwycić południowy brzeg na kierunku mostu. Kontratak części 9 kompanii oraz drużyn osłonowych zlikwidował włamanie i odrzucił nieprzyjaciela za rzekę. Straty zarówno wśród Niemców jak i obrońców były dość poważne.
W czasie walk zaistniało zagrożenie pozycji łącznikowej pod Jednaczewem. Niemcy skoncentrowali tam znaczną ilość środków przeprawowych. Zniszczono je ogniem artylerii. W rejonie punktu oporu „Szablak”, lotnictwo szturmowe nieprzyjaciela użyło półtonowych bomb lotniczych i obrońcy ponieśli poważne straty. Wykorzystując skutki bombardowań,  niemiecka piechota wdarła się w głąb polskiej obrony. Poległ dowódca 8 kompanii, por. Tarczałowicz. Nieprzyjaciel uchwycił wzgórze 133, zagrażając przerwaniem szosy Nowogród–Łomża. W obliczu dużego zagrożenia,  dowódca 33 pułku piechoty nakazał, broniącej dotychczas pozycji łącznikowej „Jednaczewo”, 5 kompanii wykonać kontratak na wzgórze 133, zaś 6 kompanii wzmocnić obronę punktu oporu „Szablak”. 5 kompania piechoty kpt. Łempickiego zdobyła pod wieczór wzgórze 133, odrzucając nieprzyjaciela za Narew.
9 września nieprzyjaciel prowadził silny ogień artylerii na schrony i miasto. Szczególnie groźne dla załóg schronów bojowych okazały się działa przeciwpancerne i przeciwlotnicze, które, zamaskowane na północnym brzegu rzeki, prowadziły celny ogień do strzelnic i kopuł pancernych.
Wieczorem rozpoczęło się forsowanie rzeki. Niemcom udało się uchwycić przyczółek na kierunku miasta, a próba odrzucenia nieprzyjaciela za rzekę nie powiodła się.
Rano 10 września, na przyczółek Niemcy przerzucili kolejne siły. Rozpoczęła się zacięta walka o drugą i trzecią linię obrony. Częścią sił Niemcy zaczęli obchodzić miasto od wschodu. III batalion poniósł straty sięgające 60% stanu. W schronie dowodzenia zginął z całą załogą dowódca kompanii, kpt. Eugeniusz Kordjaczyński, a w schronie „na grobli” ciężko ranny został por. Jarzyna. Załoga schronu dostała się do niewoli, a ranny dowódca popełnił samobójstwo.
Walki w płonącym Nowogrodzie tak relacjonuje uczestnik walk st. strz. Stanisława Świderka z 9 kompanii 33 pp:

„Byliśmy jakieś 100 m od nieprzyjaciela. Nieprzyjaciel po tej stronie domów okopany, miał teraz trochę wesela. Oto nasza artyleria słała pocisk za pociskiem na ich okopy, i to bardzo celnie. Widać było bardzo dobrze. Dobrze też biły nasze cekaemy i granatniki. A nieprzyjaciel prażył po nas i robił zniszczenia wśród łudzi. Zrobiło się od tych kurzów i płonących domów Nowogrodu zupełnie ciemno. Gdy kurz się trochę rozstąpił, jakiś oficer był przy nas. Kula nieprzyjacielska trafiła go i przewróciła na ziemię. Lecz pomimo że on padł, tak nas zagrzał, że poderwaliśmy się z okrzykiem hurra i rzuciliśmy się na okopy wroga. Zdobyliśmy okopy. Niemcy wycofali się w panice, ale nam brakło dowódcy, ażeby nas dalej prowadził. Zostaliśmy sami. Zostaliśmy na zdobytych niemieckich okopach, ostrzeliwując gęsto cofających się Niemców. Nie wiedzieliśmy, co robić dalej”.

Również pod Szablakiem Niemcy sforsowali rzekę spychając na południe nieliczne grupy żołnierzy polskich i podeszli pod Mątwicę.
W czwartym dniu walki, mimo sforsowania Narwi i opanowania Nowogrodu, Niemcom nie udało się przerwać pozycji obrony batalionu, a załoga ośrodka oporu „Nowogród” walczyła nadal. Wieczorem 10 września mjr Sikora oraz mjr Święcicki otrzymali rozkaz wycofania batalionów do Bacz Mokrych. Pod Nowogrodem i Mątwicą pozostały jedynie silne ubezpieczenia. Z nastaniem dnia wycofały się one w ślad za batalionami.

### Walki 42 pułku piechoty
W tym czasie z odcinak obrony „Ostrołęka” wycofał się 42 pułk piechoty. Dowódca 18 Dywizji Piechoty polecił dowódcy 42 pp obsadzić linię rzeki Ruż na odcinku Miastkowo – Tarnowo. Ciężka sytuacja, jaka powstała w rejonie Nowogrodu, zmusiła jednak dowódcę dywizji do częściowego zwinięcia obrony 42 pułku piechoty na Rużu i skierowania 42 pp pod Nowogród.
10 września Niemcy obsadzili południowy brzeg Narwi, Nowogród, Szablak i rejon dworku Mątwica, nie podejmując dalszego natarcia. W Szablaku przeprawiały się  niemieckie oddziały, a w rejonie mostu w Nowogrodzie gromadzono ciężki sprzęt przeprawowy.
Rano 10 września ruszył kontratak I batalionu 42 pułku piechoty w kierunku Mątwicy. Podczas kilkugodzinnej walki, kosztem dużych strat, batalion opanował wzgórze pod Mątwicą. Około 17.00 rozpoczęło się natarcie całością sił 42 pułku piechoty. 
Dowódca 42 pp, ppłk Wacław Malinowski zażądał od dowódcy I dywizjonu 18 pal położenia ognia na przeprawę w Szablaku oraz w rejon mostu pod Nowogrodem. Dowódca dywizjonu artylerii rozkazał dowódcom 2 i 3 baterii przygotować dokładny ogień na przeprawę w rejonie mostu w Nowogrodzie, a dowódcy 1 baterii –  na przeprawę w Szablaku.
O 16.00 baterie otworzyły ogień. Ogień na przeprawę w Szablaku położyła też 8 bateria 18 pal.
Po artyleryjskim przygotowaniu natarcia do ataku ruszył I batalion 42 pp. Po wyjściu z podstaw wyjściowych batalion dostał się pod zmasowany ognień niemieckiej artylerii i lotnictwa bombowego. Natarcie załamało się. Batalion poniósł poważne straty i wycofał się do lasków w pobliżu Sławca. Po rannym dowódcy batalionu dowodzenie przejął dowódca  8 kompanii kpt. Perlitz. 
W tym czasie natarcie na Nowogród rozpoczął II batalion 42 pp. Batalion dotarł do przedmieść Nowogrodu, zginął dowódca 6 kompanii, por. Zielenkiewicz, a 4 i 6 kompania zaległy w ogniu. 5 kompania por. Adama Lipińskiego około 20.00 nawiązała kontakt taktyczny z 9 kompanią 33 pp. 
II batalion 42 pp zluzował III/33 pp, który przeszedł do odwodu w rejon Grądów.
Około 18.00 wprowadzony został do walki III batalion 42 pp na kierunek cegielnia Mątwica – Szablak. Zreorganizowany I/42 pp kpt. Perlitza wznowił natarcie w kierunku luki między folwarkiem a cegielnią Mątwica i tym sposobem wspomógł natarcie III/42 pp, którego zadaniem było wyparcie Niemców za Narew.
III/42 pp zluzował 8 kompanię 33 pp i 2 kompanię 71 pp. I/42 pp, po osiągnięciu szosy Łomża – Nowogród, zluzował 5 kompanię 33 pp. Dalsze natarcie III i I batalionu 42 pp utknęło w zmasowanym ogniu nieprzyjaciela. Oddziały okopały się na osiągniętych pozycjach.
Pułk poniósł jednak poważne straty i nie był w stanie utrzymać zdobytych pozycji. Po bardzo ciężkich i krwawych walkach 42 pp wycofał się na południe.

## Epilog

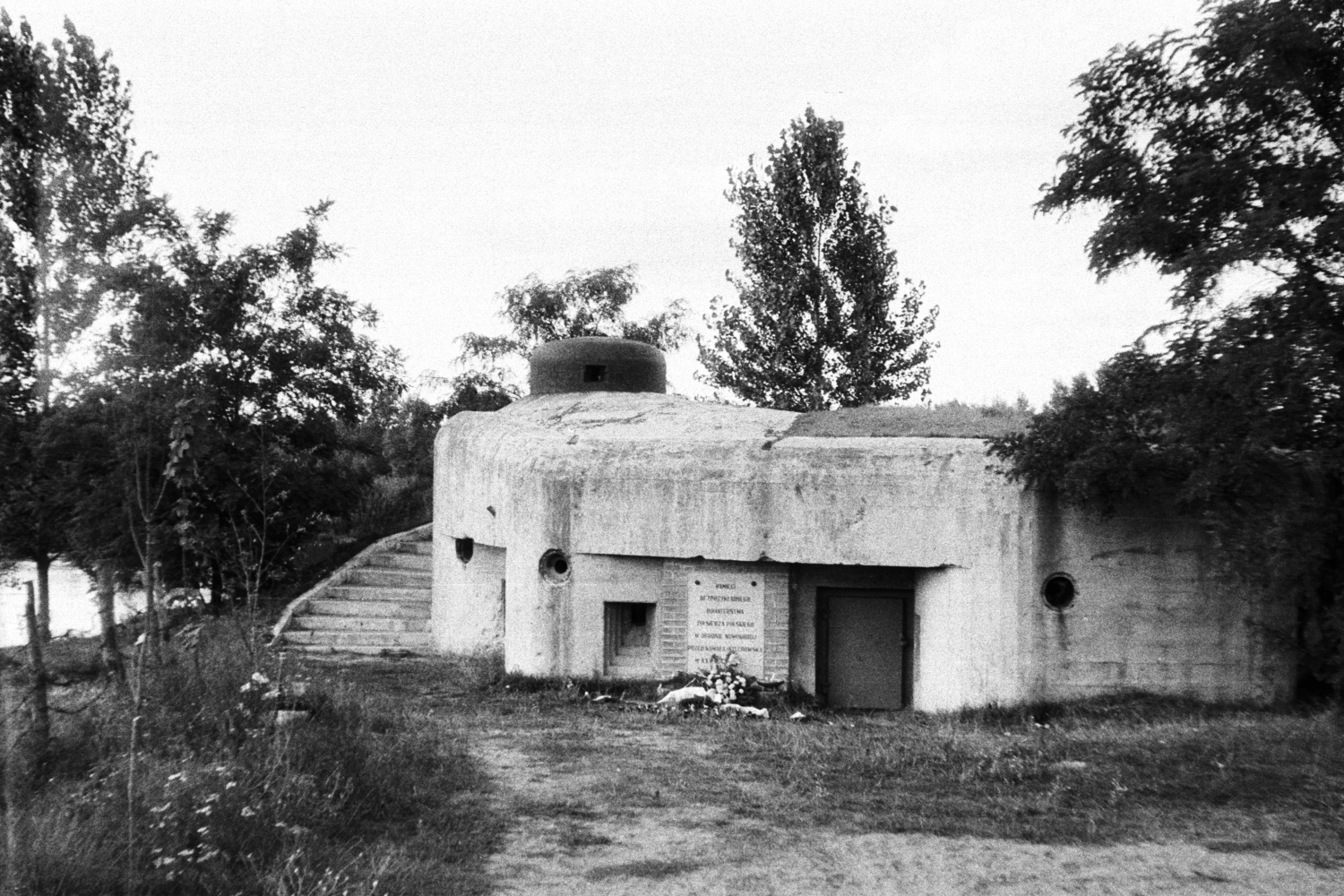
Schron nad Narwią w Nowogrodzie, lata 70. XX w.

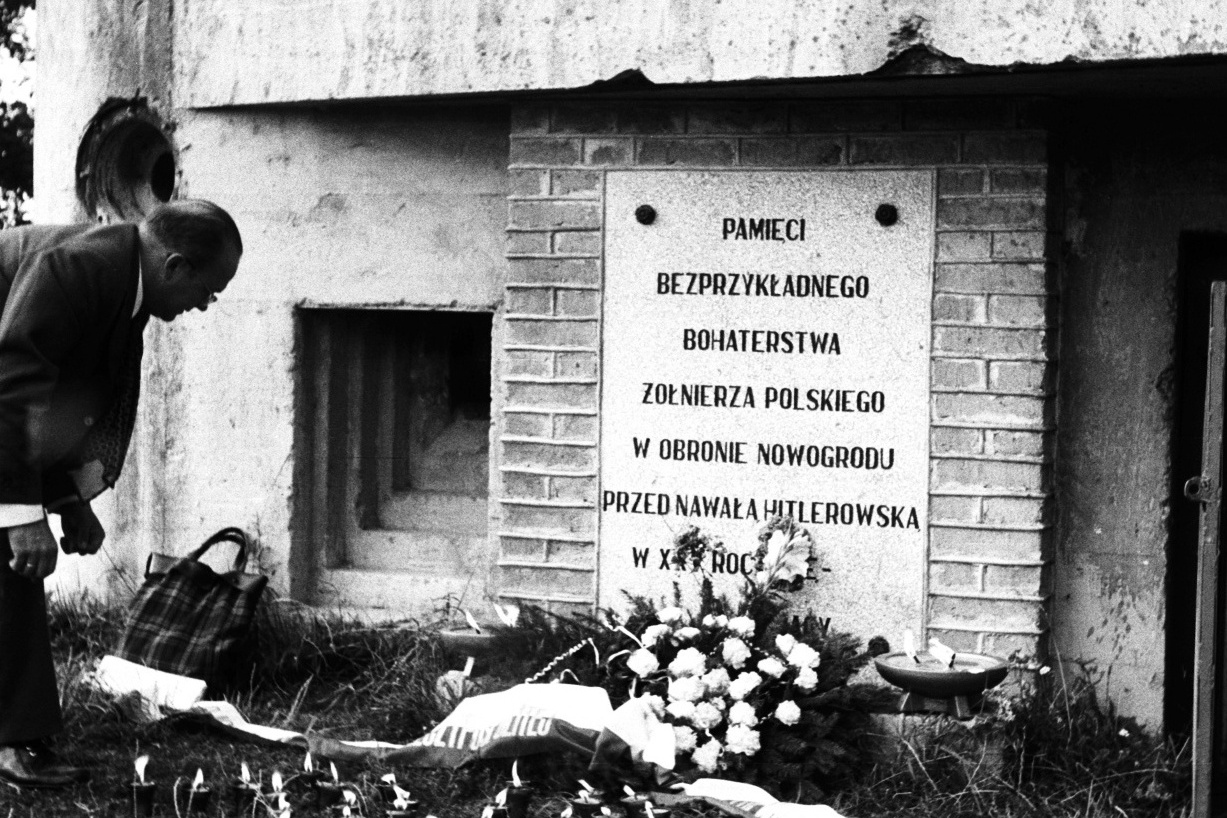
Tablica upamiętniająca obrońców

Podczas walk oddziałów SGO „Narew” na linii Narwi wykazali żołnierze wyjątkowe męstwo i hart. Zbyt długie utrzymanie wojsk na linii Narwi pod względem operacyjnym budzi kontrowersje. Wobec przełamania obrony pod Różanem i wprowadzenia 7 września nowych sił nieprzyjaciela na linię Narwi, utrzymywanie sił głównych SGO „Narew” na północy  skazywało je na okrążenie i rozbicie. Pułkownik dypl. Marian Porwit pisze: „Gdy 7 IX nowe siły niemieckie zaatakowały polską pozycję obronną od Wizny po Nowogród, położenie wymagało przyjęcia bitwy całą siłą tylko przez dzień 8 IX i odejścia w nocy z 8 na 9 w sposób niewidoczny dla wroga i nie dopuszczający natychmiastowego pościgu (...) .